# Tallarol de Hume
Curruca curruca althaea (syn: Curruca althaea) és una tàxon d'ocell de la família dels sílvids (Sylviidae), conegut en diverses llengües com "tallarol de Hume" (Anglès: Hume's Whitethroat. Francès: Fauvette de Hume). A vegades ha estat considerat una espècie de ple dret, però actualment preval l'enteniment de que es tracta d'una subespècie del tallarol xerraire (Sylvia curruca althaea). Habita vessants escarpats amb matolls i arbusts de les muntanyes de l'Afganistan, el Pakistan i el nord-oest de l'Índia.
El nom commemora el naturalista britànic Allan Octavian Hume que va treballar a l'Índia.

## Taxonomia
Aquest tàxon ja era considerat com una espècie pròpiament pel Congrés Ornitològic Internacional i estava classificada en el gènere Sylvia. Però en la seva llista mundial d'ocells (versió 10.2, 2020) el COI transferí al gènere Curruca. En la versió 13.2 (juliol 2023) finalment ha prevalgut l'enteniment de que no hi ha prou evidència per a mantindre'l com una espècie de ple dret.
Segons el Handook of the Birds of the World i la quarta versió de la BirdLife International Checklist of the birds of the world (Desembre 2019), aquest tàxon apareix classificat encara dins del gènere Sylvia, com una subespècie del tallarol xerraire (sylvia curruca althaea), el qual també ha estat tranferit al gènere curruca pel COI.